# Vladimir Ivanov (rychlobruslař)
Vladimir Sergejevič Ivanov (rusky Владимир Сергеевич Иванов; * 28. dubna 1949) je bývalý sovětský rychlobruslař.
V roce 1972 se poprvé představil na Mistrovství světa ve víceboji (11. místo), o rok později debutoval na Mistrovství Evropy (9. místo). Největšího úspěchu dosáhl na MS 1975, kde získal ve víceboji stříbrnou medaili. Zúčastnil se Zimních olympijských her 1976 (5000 m – 7. místo, 10 000 m – 15. místo). Ve druhé polovině 70. let se účastnil již pouze sovětských závodů, poslední starty absolvoval v roce 1980.